# Dragon Ball Z: The Tree of Might
Dragon Ball Z: The Tree of Might (ドラゴンボールZ 地球まるごと超決戦 Doragon Bōru Zetto: Chikyū Marugoto Chōkessen) is de derde Dragon Ball Z-film. De film is uitgebracht in Japan op 7 juli 1990.

## Plot
Bulma, Krilin, Son Gohan en Oolon kamperen in het bos wanneer een ruimteschip landt in de nacht waardoor het bos in brand komt te staan. Krilin en Gohan bestrijden met succes de brand en redden de dieren in het bos. De heilige draak Shenlong vervuld hen verlangen om het bos terug te brengen naar zijn oorspronkelijke staat. Gohan wordt bevriend met een kleine Hya-draak.
Het ruimtevaartuig werd naar de Aarde gestuurd door ruimte piraten, die daar de boom van de macht willen laten groeien. De snelgroeiende boom haalt met zijn wortels naar alle mineralen van de aarde, en daardoor dreigt al het leven op de planeet vernietigd te worden.
Son Goku, Krilin, Ten Shin Han, Yamcha en Chaozu willen de boom vernietigen en de aarde redden van de ondergang. Hun pogingen zijn ineffectief en ze nemen het op tegen de ruimte piraten. Ze worden allemaal verslagen door de aliens, behalve Goku die de enige is die overblijft. Gohan grijpt in de strijd, en trekt de aandacht van de leider, Tullece (Turles in Amerikaanse versie), een Saiyan die een opvallende gelijkenis heeft met Goku. Tullece is op zoek naar Goku, die hij kent als Kakarot, en wil dat Gohan zich voegt bij de Space Pirates. Wanneer Gohan weigert dwingt hij hem met een bol van licht die hem in een reusachtige aap (Oozaru) laat transformeren. Tullece stuurt hem op Goku af, en doodt hem bijna totdat de kleine Hya-draak verschijnt en Gohan gerustgesteld. Maar wanneer Tullece het draakje aanvalt keert Gohan zich tegen Tullece, die nu op zijn beurt Gohan wil vermoorden. Goku voorkomt dit door Gohan zijn apenstaart er af te hakken met behulp van een energieaanval en dit verandert Gohan terug in een kleine jongen. De handlangers van Tullece bevechten Goku, maar worden snel verslagen.
In het laatste gevecht is Goku onderworpen aan Tullece, die eerder een vrucht van de boom heeft gegeten waardoor zijn kracht is toegenomen. Goku besluit om zijn Genki Dama gebruiken. Niet in staat om meer energie te verzamelen van levende wezens, besluit Goku om energie te stelen van binnen de boom van de macht zelf. Uiteindelijk succesvol in het creëren van de Genki Dama, ziet Goku zijn kans, en vuurt het richting Tullece, die wordt vernietigd samen met de boom als de Genki Dama ontploft. 

## Rolverdeling
| Karakter             | Japans           | Engels (1997)      | Engels (1998)      | Engels (c. 2003) | Engels (2006)                         |
| -------------------- | ---------------- | ------------------ | ------------------ | ---------------- | ------------------------------------- |
| Son Goku             | Masako Nozawa    | Ian Corlett        | Peter Kelamis      | David Gasman     | Sean Schemmel                         |
| Son Gohan            | Masako Nozawa    | Saffron Henderson  | Saffron Henderson  | Jodi Forrest     | Stephanie Nadolny, Shane Ray (Oozaru) |
| Krilin               | Mayumi Tanaka    | Terry Klassen      | Terry Klassen      | Sharon Mann      | Sonny Strait                          |
| Yamcha               | Toru Furuya      | Ted Cole           | Ted Cole           | Doug Rand        | Christopher Sabat                     |
| Ten Shin Han         | Hirotaka Suzuoki | Matt Smith         | Matt Smith         | Doug Rand        | John Burgmeier                        |
| Chaozu/Chiaotzu      | Hiroko Emori     | Cathy Weseluck     | Cathy Weseluck     | Jodi Forrest     | Monika Antonelli                      |
| Piccolo              | Toshio Furukawa  | Scott McNeil       | Scott McNeil       | Paul Bandey      | Christopher Sabat                     |
| Bulma                | Hiromi Tsuru     | Lalainia Lindbjerg | Lalainia Lindbjerg | Sharon Mann      | Tiffany Vollmer                       |
| Chichi               | Mayumi Shō       | Laara Sadiq        | Laara Sadiq        | Sharon Mann      | Cynthia Cranz                         |
| Oolon                | Daisuke Gōri     | Alec Willows       | Scott McNeil       | David Gasman     | Bradford Jackson                      |
| Puerh                | Naoko Watanabe   | Cathy Weseluck     | Cathy Weseluck     | Jodi Forrest     | Monika Antonelli                      |
| Muten Roshi          | Kōhei Miyauchi   | Ian James Corlett  | Don Brown          | Ed Marcus        | Mike McFarland                        |
| Koning Kaio/King Kai | Joji Yanami      | Don Brown          | Don Brown          | Paul Bandey      | Sean Schemmel                         |
| Shenlong             | Kenji Utsumi     | Don Brown          | Don Brown          | Ed Marcus        | Christopher Sabat                     |
| Tullece/Turles       | Masako Nozawa    | Ward Perry         | Ward Perry         | Ed Marcus        | Chris Patton                          |
| Higher Dragon/Icarus | Naoki Tatsuta    | Doug Parker        | Doug Parker        | Jodi Forrest     | Christopher Sabat                     |
| Rasin                | Kenji Utsumi     | Don Brown          | Scott McNeil       | Jodi Forrest     | Robert McCollum                       |
| Lagasin              | Masaharu Satou   | Alec Willows       | Don Brown          | Sharon Mann      | Robert McCollum                       |
| Daiz                 | Yūji Machi       | Scott McNeil       | Scott McNeil       | Ed Marcus        | Mark Lancaster                        |
| Kakao                | Shinobu Satouchi | Alvin Sanders      | Alvin Sanders      | Paul Bandey      | Jeff Johnson                          |
| Armond               | Banjo Ginga      | Paul Dobson        | Paul Dobson        | Paul Bandey      | J. Paul Slavens                       |

Nog een Engels versie van Maleisië, vrijgegeven door Speedy Video, beschikt over onbekende stemmen.